# 热学

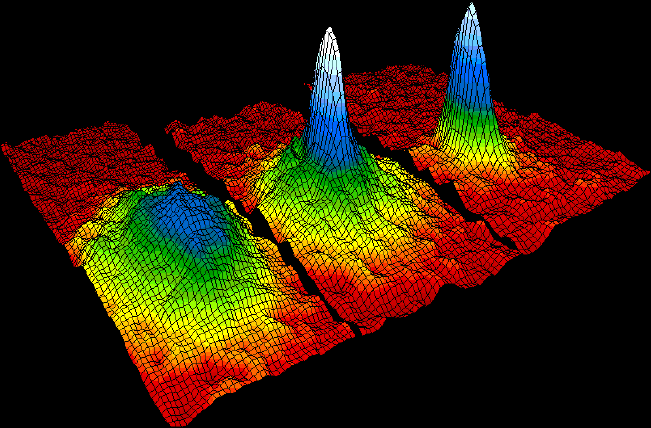
玻色–爱因斯坦凝聚-热物理学的代表性图像。

热学又称热物理学，是研究热现象（即与温度有关的物理现象）的科学。
热学一般分为热力学和统计力学两部分，前者是建立在实验基础上的宏观理论，后者是建立在量子力学和数理统计学上的微观理论。

## 研究史
熱學是從18世紀末才發展起來，主要是研究功與熱之間的能量轉換。在此功會被定義為力與位移的內積；而熱則定義為在熱力系統邊界中，由溫度之差所造成的能量傳遞。

## 定律
- 熱力學第零定律
  - 倘兩個熱力學系統均與第三個系統處於熱平衡狀態，此三個系統，也必互相處於熱平衡。
- 熱力學第一定律
  - 也即能量不滅定律
- 熱力學第二定律
  - 熱不可能從低溫狀態轉變到高溫狀態，而沒有外力影響。
- 熱力學第三定律
  - 當一個系統趨近於絕對溫度零度時（即攝氏-273.15度），系統的熵變化率乃零。